# Vendula Pizingerová
Vendula Pizingerová, vlastním jménem Václava Pizingerová, dříve Svobodová, rozená Horová (* 18. února 1972 Praha) je prezidentka nadačního fondu Kapka naděje. Za svou činnost byla několikrát oceněna titulem Žena roku, v roce 2014 získala ocenění Řád Vavřínů. Jejím prvním manželem byl zesnulý hudební skladatel Karel Svoboda.

## Život
Pochází z Černošic. Po studiu na gymnáziu pracovala v reklamní agentuře a poté ve Straně podnikatelů.
V roce 1995 se provdala za hudebního skladatele Karla Svobodu (1938–2007), s nímž žila v Jevanech. V lednu následujícího roku se jim narodila dcera Klárka, která ve dvou letech onemocněla leukémií a ve svých čtyřech letech zemřela. Vendula následně založila nadační fond Kapka naděje. V roce 2005 se manželům narodil syn Jakub. V roce 2007 tragicky zemřel její manžel Karel Svoboda.
Po smrti svého manžela se začala objevovat na veřejnosti s podnikatelem Patrikem Aušem, za kterého se v září 2009 provdala. Jejich manželství se v roce 2012 rozpadlo.
V září 2015 uzavřela manželství s Josefem Pizingerem. V říjnu 2020 se jim narodil syn Josef.
Hlásí se k judaismu, sama sebe označuje jako „neortodoxní židovku“, slaví jen „některé svátky“.